# أحمد أبو بكر جناحي
أحمد أبو بكر جناحي (ولد في 1959 في البحرين - توفي في 14 مارس 2018 في البحرين) مهندس بحريني.

## النشأة والتعليم
ولد أحمد في 1959 ويعتبر الابن الثامن لوالده أبو بكر محمد عبد الرحمن جناحي من زوجته الأولى زليخة عبد العزيز حمزة حمزة.
درس في مدارس البحرين وغادر إلى المملكة المتحدة بعد الثانوية للدراسة الجامعية. حصل على بكالوريوس الهندسة المعمارية مع مرتبة الشرف الأولى من جامعة مانشستر مترو بوليتان.

## المسيرة المهنية
أصبح زميل في المعهد الملكي للمعماريين البريطانيين. أسس مكتب أحمد أبو بكر جناحي للهندسة المعمارية في 1988.
صمم الكثير من المباني المتميزة في البحرين منها مجمع العالي ومجمع التأمينات الاجتماعية التجاري ودار الحكومة الجديد الواقع في ساحة قصر القضيبية وبرج مراقبة الطيران في مطار البحرين الدولي وبرج بنك طيب وصمم أيضا مرفأ البحرين المالي الذي تصل كلفته الإنشائية إلى مليار دولار أمريكي والذي دشنه رئيس وزراء البحرين آنذاك خليفة بن سلمان آل خليفة.
كما صمم خارج البحرين مجموعة من المجمعات التجارية والبنايات التجارية والسكنية في لندن. صمم مشروعا ضخما متعدد الاستخدامات في العاصمة الصينية بكين. تفوق القيمة الإجمالية للمشاريع التي صممها ملياري دولار.
أسس مجموعة من الشركات في البحرين والمملكة المتحدة والصين لتتابع أعمال الشركة الأم وتقوم بالمشاريع في تلك البلدان وكذلك شركة ريمون لتطوير وتنمية الأعمال والتي تعتبر الذراع الاقتصادية للمكتب الهندسي الاستشاري أبرزها شركة إيه إيه جيه القابضة والتي كانت تعمل على تطوير عدد من المشروعات العقارية من أبرزها مشروع مارينا ويست في البحرين ومشروع المدينة الزرقاء في سلطنة عمان واللذان تعثرا في العام 2008 مع أزمة الرهن العقاري.

## الحياة الشخصية
متزوج من زينب عبد الرحيم عبد الله علي (مواليد 1974) ولديه منها ريم (مواليد 1996) وأمينة (مواليد 1999) وزين (مواليد 2001) وجاد (مواليد 2006).

## الوفاة
توفي أحمد يوم الأربعاء 14 مارس 2018 نتيجة أزمة قلبية ألمت به وهو يمارس الرياضة. وووري الثرى في اليوم التالي في مقبرة المنامة بعد صلاة الظهر.